# Якимчук Олександр Савович
Якимчу́к Олекса́ндр Са́вович — радянський і український режисер-документаліст. Член Національної спілки кінематографістів України.

## Біографія
Народився 26 серпня 1937 р. в селі Печиводи (нині Хмельницької області) в родині службовця.
Закінчив режисерський факультет Київського державного інституту театрального мистецтва ім. І. Карпенка-Карого (1968).
З 1968 р. — режисер студії «Укркінохроніка».
Лауреат першого кінофестивалю «Молодість» [джерело?].

## Фільмографія
Створив фільми:
- «Генуезьке капричіо» (1971)
- «Співає Ніна Матвієнко» (1971)
- «Іван Кулик» (1972)
- «Ремонт виробів точної механіки» (1972)
- «Кольорові думи» (1973)
- «Дороги братерства» (1973)
- «Обличчям до зорі» (1975)
- «Микола Бажан» (1976)
- «Україна сьогодні» (1976)
- «Струни золоті» (1977)
- «Будівник» (1977, авт. сцен.)
- «І знову на Південному Бузі» (1979)
- «Радянське Закарпаття» (1980)
- «Гончар» (1981) та ін.